# Balthasar van Cortbemde

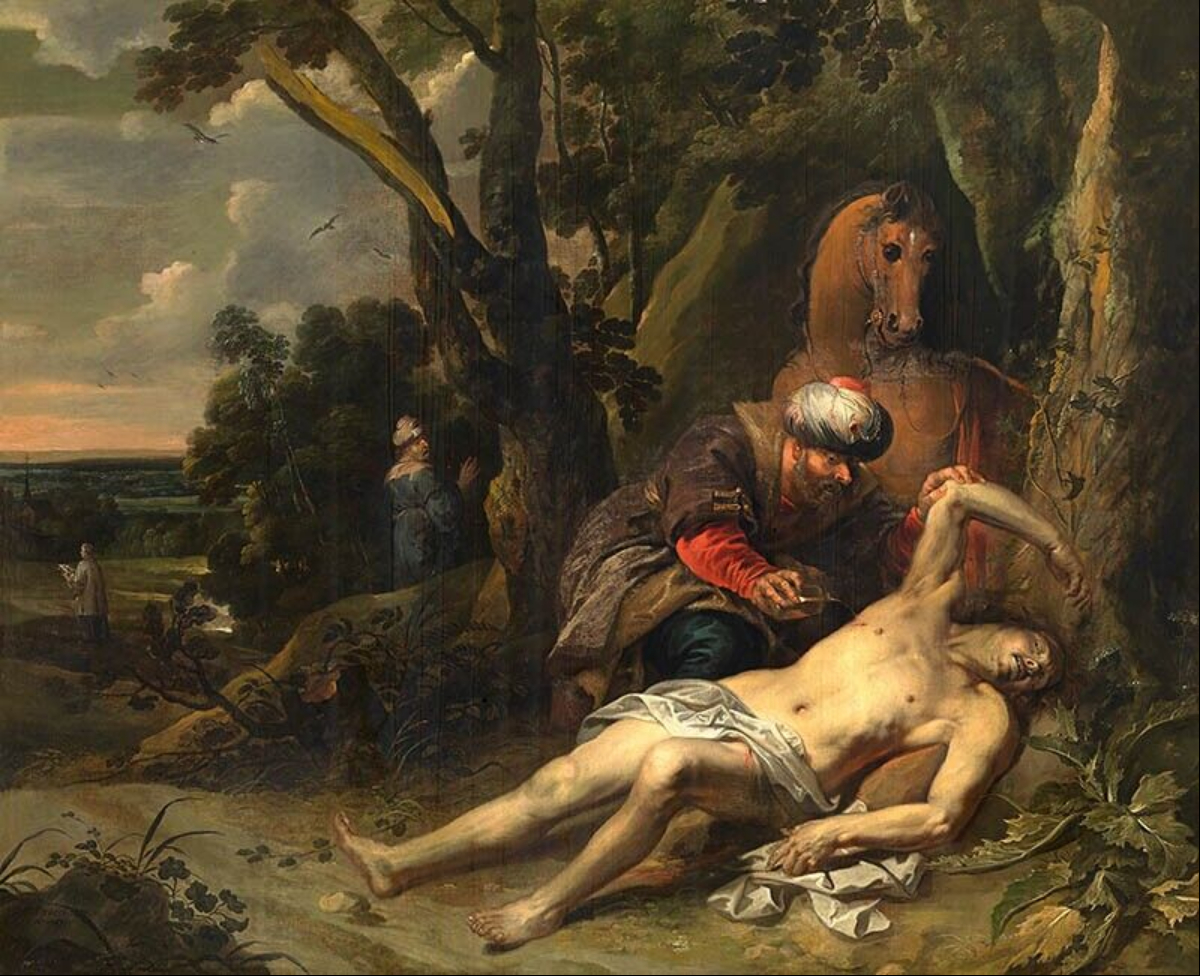
El buen samaritano, óleo sobre lienzo de 1647. Museo Real de Bellas Artes de Amberes

Balthasar van Cortbemde (Amberes, 8 de abril de 1612-Amberes, antes del 24 de diciembre de 1663) fue un pintor, copista y comerciante de arte flamenco. Solo es conocido por una pintura. 

## Biografía
Balthasar van Cortbemde nació en Amberes como hijo del comerciante de arte Philips van Cortbemde y su esposa Catharine Verluyt.
Fue inscrito como alumno de Jan Blanckaert en 1626. Se convirtió en maestro de la Guilda de San Lucas de Amberes en 1631. El 26 de marzo de 1637 se casó con Ursula van Hoecke, hermana del pintor Jan van den Hoecke. El matrimonio tuvo seis hijos.
A partir de 1648 proporcionó pinturas al comerciante de arte de Amberes Matthijs Musson. Entre otros, produjo copias de Anthony van Dyck. Él mismo también trabajó activamente como comerciante de arte. 
Recibió varios alumnos, incluyendo a Ingenacieus de Raet, Gloyde Verhyen, Francoys van Nuffelen, Gilam van Hoecke, Jonas Aerck y Francis Peeters.

## Obra
Balthasar van Cortbemde solo es conocido por una pintura: El buen samaritano, óleo sobre lienzo de 1647 (Museo Real de Bellas Artes de Amberes). El trabajo fue ejecutado para la Corporación de Cirujanos de Amberes y representa una escena de la parábola bíblica del buen samaritano. Muestra al viajero samaritano que ha descendido de su caballo y está curando las heridas de un hombre herido por ladrones. Según la parábola, un levita y un sacerdote también habían pasado junto al hombre herido sin ayudarlo. La pintura muestra al levita a la izquierda detrás de un árbol y un poco más lejos al sacerdote leyendo un libro. Este trabajo muestra que van Cortbemde era un artista talentoso.